# Френкель, Яков Ильич
Я́ков Ильи́ч Фре́нкель (29 января (10 февраля) 1894, Ростов-на-Дону — 23 января 1952, Ленинград) — советский физик-теоретик. Член-корреспондент АН СССР (1929). Лауреат Сталинской премии первой степени (1947).

## Биография
Я. И. Френкель родился в еврейской семье в Ростове-на-Дону в 1894 году. Его родители — народоволец Илья Абрамович Френкель (1864—1938) и Розалия Абрамовна Баткина (1872—1944); дядя — Яков Абрамович Френкель (1877, Таганрог — 1948, Москва) — советский музыковед. Дядя по матери — Давид Абрамович (Авраамович) Баткин (1876—?), врач детской больницы имени Пастера (Ленинград). 
В 1912 году, ещё учась в гимназии, он написал свою первую работу по магнитному полю Земли и атмосферному электричеству. Эту работу Яков Френкель показал Абраму Фёдоровичу Иоффе, который прочёл её и прокомментировал. Знакомство с Иоффе в дальнейшем привело к их с Френкелем дружбе и сотрудничеству.
В 1913 году Яков Френкель поступил в Петербургский университет, через 3 года окончил его и был оставлен в университете для подготовки к профессорскому званию.
В 1920 году женился на девятнадцатилетней студентке биологического факультета Саре Исааковне Гординой (1901—1960). Сыновья: Сергей (1923—1998) и Виктор (1930—1997) — окончили физико-механический факультет Ленинградского политехнического института и стали докторами физико-математических наук, профессорами.
С 1921 года и до конца своей жизни Френкель работал в Ленинградском физико-техническом институте. Начиная с 1922 года Френкель публиковал буквально каждый год новую книгу. Он стал автором первого курса теоретической физики в СССР. Многие студенты в СССР и за рубежом изучали физику по этому курсу. За свои научные достижения он был избран членом-корреспондентом Академии наук СССР в 1929 году.
В 1925—1926 гг. Френкель на стипендию Рокфеллеровского фонда прошёл годичную стажировку в Германии.
Некоторое время (1930 г.) он работал по приглашению Миннесотского университета (США).
В 1926 году вышла работа Я. И. Френкеля, в которой им была развита теория движения атомов и ионов в кристаллах и введено представление о новом типе дефектов кристаллической решётки, за которыми в литературе закрепилось наименование «дефектов по Френкелю».
В 1931 и 1936 годах опубликовал работы, в которых предсказал существование экситонов в полупроводниках, ввёл сам термин экситоны, и разработал для него теорию.
Профессор кафедры физики Ленинградского института точной механики и оптики (ЛИТМО) (1947-50). Является одним из основоположников физического образования и создателей инженерно-физического факультета ЛИТМО.
Умер от прогрессировавшей с 1940-х годов гипертонической болезни. Похоронен в Санкт-Петербурге на Богословском кладбище (на площадке Политехнического института).

## Награды и премии
- орден Трудового Красного Знамени (10.06.1945)
- Сталинская премия первой степени (1947) — за научные исследования по теории жидкого состояния, обобщённые в монографии «Кинетическая теория жидкостей» (1945)

## Адреса в Ленинграде
- 1921—1941, 1944—1952 — Политехническая улица, 26 (здание ЛФТИ);
- 1927—1929 — Яшумов переулок (улица Курчатова с 1964), 5;[5]
- 1929—1941, 1944—1952 — Лесное, дорога в Сосновку ,1 ; (Политехническая улица, 29 с 1956).

## Память
- На здании ФТИ им. А.Ф. Иоффе РАН (Политехническая ул., 26) в 1998 году была установлена мемориальная доска (художник Э. Х. Насибулин) с текстом: «В этом здании с 1921 по 1952 год работал выдающийся советский ученый Яков Ильич Френкель».
- В ФТИ РАН с 1999 года присуждается премия имени Я. И. Френкеля[6].

## Изображения
- Я. Френкель среди участников семинара А. Ф. Иоффе (крайний слева). 1915.
- Академик А. Ф. Иоффе, Я. И. Френкель и О. Г. Гольдман, Киев, 1936 год